# 基塔拉胡山
8°53′41″S 77°39′46″W / 8.89472°S 77.66278°W

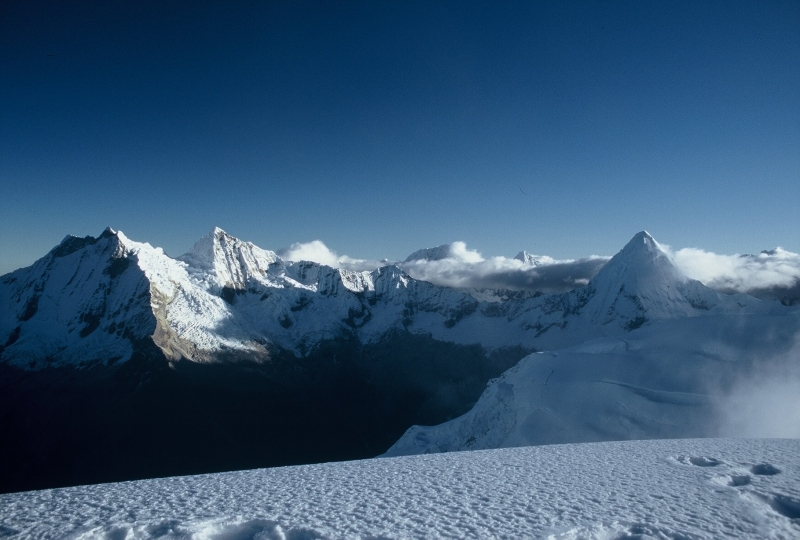

基塔拉胡山（西班牙語：Quitaraju），是秘魯的山峰，位於該國北部安卡什大區，屬於安第斯山脈中布蘭卡山脈的一部分，海拔高度6,040米，人類在1936年首次登頂。